# Lepidocephalichthys
Lepidocephalichthys är ett släkte av fiskar. Lepidocephalichthys ingår i familjen nissögefiskar.
Kladogram enligt Catalogue of Life:
| Lepidocephalichthys | \| \| Lepidocephalichthys alkaia \| \| \| \| \| \| Lepidocephalichthys annandalei \| \| \| \| \| \| Lepidocephalichthys arunachalensis \| \| \| \| \| \| Lepidocephalichthys barbatuloides \| \| \| \| \| \| Lepidocephalichthys berdmorei \| \| \| \| \| \| Lepidocephalichthys birmanicus \| \| \| \| \| \| Lepidocephalichthys furcatus \| \| \| \| \| \| Lepidocephalichthys guntea \| \| \| \| \| \| Lepidocephalichthys hasselti \| \| \| \| \| \| Lepidocephalichthys irrorata \| \| \| \| \| \| Lepidocephalichthys jonklaasi \| \| \| \| \| \| Lepidocephalichthys kranos \| \| \| \| \| \| Lepidocephalichthys lorentzi \| \| \| \| \| \| Lepidocephalichthys manipurensis \| \| \| \| \| \| Lepidocephalichthys menoni \| \| \| \| \| \| Lepidocephalichthys micropogon \| \| \| \| \| \| Lepidocephalichthys sandakanensis \| \| \| \| \| \| Lepidocephalichthys thermalis \| \| \| \| \| \| Lepidocephalichthys tomaculum \| \| \| \| \| \| Lepidocephalichthys zeppelini \| \| \| \| |
|                     | \| \| Lepidocephalichthys alkaia \| \| \| \| \| \| Lepidocephalichthys annandalei \| \| \| \| \| \| Lepidocephalichthys arunachalensis \| \| \| \| \| \| Lepidocephalichthys barbatuloides \| \| \| \| \| \| Lepidocephalichthys berdmorei \| \| \| \| \| \| Lepidocephalichthys birmanicus \| \| \| \| \| \| Lepidocephalichthys furcatus \| \| \| \| \| \| Lepidocephalichthys guntea \| \| \| \| \| \| Lepidocephalichthys hasselti \| \| \| \| \| \| Lepidocephalichthys irrorata \| \| \| \| \| \| Lepidocephalichthys jonklaasi \| \| \| \| \| \| Lepidocephalichthys kranos \| \| \| \| \| \| Lepidocephalichthys lorentzi \| \| \| \| \| \| Lepidocephalichthys manipurensis \| \| \| \| \| \| Lepidocephalichthys menoni \| \| \| \| \| \| Lepidocephalichthys micropogon \| \| \| \| \| \| Lepidocephalichthys sandakanensis \| \| \| \| \| \| Lepidocephalichthys thermalis \| \| \| \| \| \| Lepidocephalichthys tomaculum \| \| \| \| \| \| Lepidocephalichthys zeppelini \| \| \| \| |
|                     | Acanthopsoides |
|                     | |
|                     | Acantopsis |
|                     | |
|                     | Bibarba |
|                     | |
|                     | Botia |
|                     | |
|                     | Canthophrys |
|                     | |
|                     | Chromobotia |
|                     | |
|                     | Cobitis |
|                     | |
|                     | Iksookimia |
|                     | |
|                     | Kichulchoia |
|                     | |
|                     | Koreocobitis |
|                     | |
|                     | Kottelatlimia |
|                     | |
|                     | Lepidocephalus |
|                     | |
|                     | Leptobotia |
|                     | |
|                     | Microcobitis |
|                     | |
|                     | Misgurnus |
|                     | |
|                     | Neoeucirrhichthys |
|                     | |
|                     | Niwaella |
|                     | |
|                     | Pangio |
|                     | |
|                     | Parabotia |
|                     | |
|                     | Paralepidocephalus |
|                     | |
|                     | Paramisgurnus |
|                     | |
|                     | Protocobitis |
|                     | |
|                     | Sabanejewia |
|                     | |
|                     | Serpenticobitis |
|                     | |
|                     | Sinibotia |
|                     | |
|                     | Syncrossus |
|                     | |
|                     | Yasuhikotakia |
|                     | |
|                     | Lepidocephalichthys alkaia |
|                     | |
|                     | Lepidocephalichthys annandalei |
|                     | |
|                     | Lepidocephalichthys arunachalensis |
|                     | |
|                     | Lepidocephalichthys barbatuloides |
|                     | |
|                     | Lepidocephalichthys berdmorei |
|                     | |
|                     | Lepidocephalichthys birmanicus |
|                     | |
|                     | Lepidocephalichthys furcatus |
|                     | |
|                     | Lepidocephalichthys guntea |
|                     | |
|                     | Lepidocephalichthys hasselti |
|                     | |
|                     | Lepidocephalichthys irrorata |
|                     | |
|                     | Lepidocephalichthys jonklaasi |
|                     | |
|                     | Lepidocephalichthys kranos |
|                     | |
|                     | Lepidocephalichthys lorentzi |
|                     | |
|                     | Lepidocephalichthys manipurensis |
|                     | |
|                     | Lepidocephalichthys menoni |
|                     | |
|                     | Lepidocephalichthys micropogon |
|                     | |
|                     | Lepidocephalichthys sandakanensis |
|                     | |
|                     | Lepidocephalichthys thermalis |
|                     | |
|                     | Lepidocephalichthys tomaculum |
|                     | |
|                     | Lepidocephalichthys zeppelini |
|                     | |

|  | Lepidocephalichthys alkaia         |
|  |                                    |
|  | Lepidocephalichthys annandalei     |
|  |                                    |
|  | Lepidocephalichthys arunachalensis |
|  |                                    |
|  | Lepidocephalichthys barbatuloides  |
|  |                                    |
|  | Lepidocephalichthys berdmorei      |
|  |                                    |
|  | Lepidocephalichthys birmanicus     |
|  |                                    |
|  | Lepidocephalichthys furcatus       |
|  |                                    |
|  | Lepidocephalichthys guntea         |
|  |                                    |
|  | Lepidocephalichthys hasselti       |
|  |                                    |
|  | Lepidocephalichthys irrorata       |
|  |                                    |
|  | Lepidocephalichthys jonklaasi      |
|  |                                    |
|  | Lepidocephalichthys kranos         |
|  |                                    |
|  | Lepidocephalichthys lorentzi       |
|  |                                    |
|  | Lepidocephalichthys manipurensis   |
|  |                                    |
|  | Lepidocephalichthys menoni         |
|  |                                    |
|  | Lepidocephalichthys micropogon     |
|  |                                    |
|  | Lepidocephalichthys sandakanensis  |
|  |                                    |
|  | Lepidocephalichthys thermalis      |
|  |                                    |
|  | Lepidocephalichthys tomaculum      |
|  |                                    |
|  | Lepidocephalichthys zeppelini      |
|  |                                    |